# Corps-Nuds
Corps-Nuds (tiếng Breton: Kornuz, Gallo: Cornut) là một xã của tỉnh Ille-et-Vilaine, thuộc vùng Bretagne, miền tây bắc nước Pháp.

## Dân số
Người dân ở Corps-Nuds được gọi là Cornusiens.
| Năm | 1962 | 1968 | 1975 | 1982 | 1990 | 1999 |
| --- | ---- | ---- | ---- | ---- | ---- | ---- |
| Dân số | 1406 | 1409 | 1515 | 1692 | 2154 | 2458 |
| From the year 1962 on: No double counting—residents of multiple communes (e.g. students and military personnel) are counted only once. |      |      |      |      |      |      |